# Téchy Olivér
Técsői Téchy Olivér (Arad, 1908. május 27. – Budapest, 1983. február 26.) magyar jogász, bíró, orientalista.

## Élete
1930-ban jogtudományi doktorátust szerzett. Páli és szanszkrit nyelveken olvasott és fordított. 1942-től négy évtizeden át dolgozott főművén, a Buddháról szóló kéziraton. 1970-ben bíróként ment nyugdíjba.

## Művei
- A meditáció a buddhizmusban (in Athenaeum, 1940. 2-3.)
- Kőrösi Csoma Sándor és a tibeti buddhizmus (in A Magyar Keleti Társaság Kiadványai, 1944. 1-3.)
- Buddha (Bp., 1986)